# Stazione di Ardore
La stazione di Ardore è una stazione ferroviaria posta sulla ferrovia Jonica. Serve il centro abitato di Ardore.